# NGC 718
NGC 718 je galaksija u zviježđu Ribe.

## Vanjske poveznice
- SEDS: NGC 718